# Ángel Sánchez-Gijón
Ángel Felipe Sánchez-Gijón Martínez (Cádiz, 12 de febrero de 1934 - 25 de febrero de 2007) fue un catedrático de enseñanza secundaria, historiador y traductor español. Obtuvo el Premio de traducción Fray Luis de León en 1974.

## Biografía
Licenciado en Filosofía y Letras por la Universidad de Valencia fue profesor ayudante en la misma universidad. Miembro del Partido Comunista de España (PCE) en la década de 1950 se exilió en Italia, donde fue, sucesivamente, profesor ayudante en el Lycée Cavour de Roma, lector de español —con el profesor e hispanista Vittorio Bodini— en la Universidad de Chieti-Pescara, profesor de español en la sede de la FAO en el país y profesor particular en Roma. Durante este período hizo sus primeras manifestaciones públicas contra la dictadura franquista, lo que provocó que en una de sus vistas a España a principios de los años 1960 fuera detenido y condenado por el Tribunal de Orden Público a dos años de prisión y multa por asociación ilícita. Tras salir de prisión regresó a Italia. Allí conoció y se casó con Fiorella de Angelis, profesora de matemáticas con la que tuvo dos hijos, uno de ellos la actriz Aitana Sánchez-Gijón. En 1969 recaló definitivamente en España, donde fue profesor de Historia y Geografía en tres institutos de bachillerato de Madrid (Gregorio Marañón, Gómez Moreno y Príncipe Felipe), fue director de este último y obtuvo la cátedra. También fue tío del cantante, humorista y actor Pablo Carbonell.
Además de elaborar materiales y escribir libros sobre las asignaturas que impartió, su actividad como autor estuvo centrada en la traducción de todo tipo de obras literarias, desde el ensayo a la poesía, casi exclusivamente del italiano (algo del francés y del inglés) de los «mejores autores de la posguerra», algunos de ellos coetáneos. Destacan, entre otros, el propio Bodini, Armando Plebe, Cesare Pavese, Pier Paolo Pasolini, Ludovico Quaroni, Elsa Morante, Mario de Micheli e Italo Calvino, una de cuyas traducciones, Relatos que constaba de tres partes, a saber, La especulación inmobiliaria, La jornada de un escrutador y La nube de «Smog», mereció en España el Premio de traducción Fray Luis de León en 1974 (antecesor del Premio Nacional de Traducción). En 1986, fue también galardonado como traductor, en esta ocasión en Italia, con el Premio Circe Sabaudia di Traduzione di Poesia. Sobre su obra, la Biblioteca Nacional de España le dedicó una exposición bibliográfica el mismo año de su fallecimiento, como homenaje personal y, en general, a la labor de los traductores.